# Dromologie
Als Dromologie (zu altgriechisch dromos (Rennbahn) und logos (Wissenschaft), „Logik des Laufs“) bezeichnet man eine um 1977 von Paul Virilio (1932–2018) entwickelte transhistorische und transpolitische Forschungs- und Sichtweise zur Untersuchung gesellschaftlicher Verhältnisse. Dromologie ist die Theorie vom Wesen der Geschwindigkeit und Beschleunigung. Somit kann das seinerzeit von Virilio betriebene medientheoretische, historische und epistemologische Erforschen von Geschwindigkeit ein Türöffner bei der Untersuchung von sozialen Verhältnissen sein. Dromologie bezieht sich auf die Bedeutung von geschichtlichen Etappen und gesellschaftlichen Entwicklungen als Ausdrucksformen sich beständig wandelnder Geschwindigkeitsverhältnisse von sozialem Geschehen, welche eng mit Mediengeschichte und somit technischem Fortschritt verbunden sind.

## Theorie und Praxis des Dromologiekonzepts
Mit dem Wesen von Geschwindigkeit und Beschleunigung als Indikatoren und zugleich Motoren von gesellschaftlicher Entwicklung hat sich der Kulturtheoretiker, Stadtplaner, Militärchronist und Kulturkritiker Paul Virilio zeit seines Lebens befasst. In seinem Buch „Geschwindigkeit und Politik – Ein Essay zur Dromologie“ begründet Virilio das von ihm vorgelegte Konzept der Dromologie, das ihm als „theoretische Basis“ diente, dessen Erforschung und Kontextualisierung er in zahlreichen Publikationen seit den 1970er Jahren betrieb und ausgeweitete. Als Hilfswissenschaften zur Untermauerung seines Konzepts wurden von ihm Technikgeschichte, Mediengeschichte, Militärwissenschaft, Urbanistik, Physik und Metaphysik genutzt.
Die jeweiligen Relationen der sich der Technik bedienenden sozialen Eliten zur Geschwindigkeit und der menschlichen Individuen zu ebendieser, spielen für Paul Virilio eine besondere Rolle. Virilio sieht Geschwindigkeit als verborgene Seite von Reichtum und Macht und damit als entscheidenden Faktor, der die Gesellschaft bestimmt. Seinen Beobachtungen zufolge bestimmt nicht etwa Akkumulierung von materiellem Wohlstand politische, militärische und somit gesellschaftliche Macht, sondern die Implikationen von geschwindigkeitsbezogenen Wettläufen um diese. Geschichtliche Epochen und politische Ereignisse werden unter diesem Blickwinkel zu Geschwindigkeitsverhältnissen.  Seines Erachtens vernichtet die Geschwindigkeit den Raum und verdichtet die Zeit. Dies sei das verhängnisvollste Phänomen des 20. Jahrhunderts. Als Grundlage für das Beleuchten des beständigen „Wandels zeit- und raumspezifischer Erfahrungswelten“ dient die Annahme, durch die fortwährende Entwicklung von Medientechnologien werde der von der menschlichen Physis okkupierte Raum geschmälert, verflüchtige sich sukzessive und werde als Orientierungsgrundlage durch den anhaltend präziser werdenden Rhythmus der Zeit und ihren Messinstrumenten verdrängt. Der Raum, ursprüngliches primäres Aktivitätsgebiet in Bezug auf Habitat, Transport- und Konfliktort des Menschen, sei graduell in geringerem Maße durch Beschaffenheit und Ausmaß definiert worden, als vielmehr zunehmend über die Geschwindigkeit seiner Durchschreitung, was Virilio als Entwirklichung vermittels „Entfremdung durch Geschwindigkeit“ bezeichnet. Dieses Phänomen sei in jedem Gesellschaftssystem zu finden und daher als zivilisatorische Konstante von transhistorischer Natur aufzufassen. Aufgabe der Dromologie sei somit, zu besserem Verständnis von gesellschaftlichen Verhältnissen beizutragen.

### Dromologischer Stillstand in Relation zu Geschwindigkeit
Der so genannte Dromologische Stillstand kann als paradoxer Effekt der Selbstblockade verstanden werden. Zwei Beispiele dafür sind:
- Die Menschen werden immer mobiler. Fast jeder Deutsche hat ein Auto, manche Familien sogar zwei oder drei: man steht im Stau.
- Jeder hat immer mehr Telekommunikationsanschlüsse – ist aber dadurch nicht unbedingt besser erreichbar.